# جانوران ۴
جانوران ۴ (انگلیسی: Critters 4) فیلمی در ژانر ترسناک، علمی–تخیلی، و کمدی است که در سال ۱۹۹۲ به نمایش درآمد.

## چکیده داستان
پس از بودن در یک دوره یخ‌زدگی و بیدار شدن در ایستگاه فضایی در آینده‌ای نزدیک، کریت‌ها قصد می‌کنند برای ناهار، کارکنان ایستگاه فضایی را بخورند …

## بازیگران
- ترنس مان
- آنجلا باست
- براد دوریف
- اریک دا ره
- آن رمزی
- مارتین بسویک
- آندرس هووه